# Hexen hexen (1990)
Hexen hexen ist eine Fantasykomödie aus dem Jahr 1990. Der Film basiert auf dem gleichnamigen Kinderbuch von Roald Dahl. In Deutschland startete der Film am 28. Juni 1990 in den Kinos.

## Handlung
Hexen existieren, und sie haben nur ein Ziel: Die Eliminierung aller Kinder, die sie von Natur aus verabscheuen. Müde, ein Kind nach dem anderen zu beseitigen, ersinnt die Oberhexe (Anjelica Huston) einen Plan: In allen Süßwarenläden Großbritanniens Schokolade zu verschenken, die mit „Formula 86 Retard/Mausemutorium“ versetzt ist – einem Zaubertrank, der Kinder innerhalb von zwei Stunden in Mäuse verwandelt.
Aber Oma Helga – eine norwegische Expertin für Hexen – und ihr Enkel Luke sind zufällig in demselben Hotel in Großbritannien, in dem die Hexenkonferenz stattfindet (getarnt als Organisation, die Kinder vor Misshandlung schützen will), auf der die Hoch-Großmeister-Hexe ihren Plan vorstellt. Luke hat sich in dem Konferenzsaal versteckt, um seine zwei weißen Mäuse zu trainieren, als sich die Hexen demaskieren (sie nehmen ihre Perücken ab, unter denen sie kahl sind). Von seiner Oma aufgeklärt, erkennt er sofort, mit wem er es zu tun hat.
Die Hexen haben einen Jungen namens Bruno Jenkins mit dem Versprechen auf Schokolade hergelockt, dem sie zuvor schon Schokolade mit „Formula 86“ gegeben haben, und verwandeln ihn in eine Maus. Dann entdecken und verwandeln sie auch Luke. Die Jungen behalten aber ihren menschlichen Verstand. Sie erreichen sicher Oma Helgas Zimmer und nehmen den Kampf gegen die Hexen auf. Luke schafft es, ein Fläschchen mit dem Trank zu stehlen und es in die Suppe für das Galadinner der Hexen zu schütten. Am Ende werden die Hexen in Mäuse verwandelt und vom Hotelpersonal erschlagen, womit Großbritannien von Hexen gesäubert ist. Aber eine gute Hexe (die ehemalige Assistentin der Oberhexe, Miss Irvine, die sie aufgrund ihrer Inkompetenz verlassen hat) hat überlebt, verwandelt Luke in einen Jungen zurück und verspricht, dasselbe mit Bruno zu tun. Luke und Helga beschließen, nach Amerika zu gehen und dort die Hexen zu bekämpfen.

## Synchronisation
Die deutsche Synchronfassung entstand bei der Interopa Film GmbH, Berlin.
| Rolle          | Schauspieler    | Sprecher        |
| -------------- | --------------- | --------------- |
| Miss Eva Ernst | Anjelica Huston | Marianne Groß   |
| Helga Eveshim  | Mai Zetterling  | Bettina Schön   |
| Luke Eveshim   | Jasen Fisher    | Florian Kiesel  |
| Mr. Stringer   | Rowan Atkinson  | Dieter Ranspach |
| Mrs. Jenkins   | Brenda Blethyn  | Eva-Maria Werth |
| Mr. Jenkins    | Bill Paterson   | Jürgen Thormann |
| Bruno Jenkins  | Charlie Potter  | Marcel Collé    |

## Auszeichnungen
Der Film wurde unter anderem 1991 für den BAFTA Award (Bestes Make-Up, Christine Beveridge) und für den Hugo (Beste dramatische Darstellung) nominiert.

## Kritiken
- „Einfallsreich inszeniertes und gut gespieltes Fantasy-Abenteuer, das neben seiner spannend-witzigen Handlung auch die Ängste von Kindern bei der Begegnung mit Tod und dunklen Mächten anspricht.“ – „Lexikon des internationalen Films“ (CD-ROM-Ausgabe), Systhema, München 1994

## Buch und Film
Die Handlung aus dem Buch wurde großteils detailkorrekt im Film umgesetzt. Der Junge und seine Großmutter sind im Buch jedoch namenlos. Hat die Großmutter im Buch eine Lungenentzündung, wird sie hier als Diabetikerin umgeschrieben. Auch bleibt der Junge im Buch eine Maus, während er im Film am Ende zurückverwandelt wird.

## Neuverfilmung
Die Neuverfilmung Hexen hexen hatte im Oktober 2020 Kinopremiere.